# Maliuc
Maliuc è un comune della Romania di 320 abitanti, ubicato nel distretto di Tulcea, nella regione storica della Dobrugia. 
Il comune è formato dall'unione di 5 villaggi: Gorgova, Ilganii de Sus, Maliuc, Partizani, Vulturu.
Maliuc, posto sulle rive del Ramo di Sulina del Danubio, è uno dei punti di partenza per la visita alla Riserva Naturale del Delta del Danubio.